# Syzygosporaceae
Syzygosporaceae är en familj av svampar som beskrevs av Walter Jülich. Syzygosporaceae ingår i ordningen gelésvampar, klassen Tremellomycetes, divisionen basidiesvampar och riket svampar.
Familjen innehåller bara släktet Syzygospora.